# Ralytupa nasuta
Ralytupa nasuta är en tvåvingeart som beskrevs av Loïc Matile 1975. Ralytupa nasuta ingår i släktet Ralytupa och familjen platthornsmyggor.
Artens utbredningsområde är Sudan. Inga underarter finns listade i Catalogue of Life.